# 未だ、青い
『未だ、青い』（まだ、あおい、英語: Stay Blue）は、湊あくあのシングル。2022年8月9日にCover Corp.から配信された。

## 概要
本作は湊あくあが主演とプロデュースを務めた恋愛アドベンチャーゲームの『あくありうむ。』の主題歌である。本作は2022年8月8日に自身のYouTubeチャンネルで行われた活動4周年記念の配信で発表された。2022年8月9日、本作を使用した『あくありうむ。』のオープニングムービーがYouTubeで公開された。2022年8月11日、活動4周年を記念して制作された本作のミュージック・ビデオが公開された。

## 収録楽曲
| #         | タイトル                      | 作詞・作曲・編曲 | 時間 |
| --------- | ----------------------------- | ---------------- | ---- |
| 1.        | 「未だ、青い」                | じん             | 3:41 |
| 2.        | 「未だ、青い (Instrumental)」 | じん             | 3:41 |
| 合計時間: | 合計時間:                     | 合計時間:        | 7:22 |